# 阪本武仁
阪本 武仁（さかもと たけひと、1981年 - ）は、日本の映画監督。大阪府出身。

## 略歴
なんばクリエイターファクトリー映像2期にて井筒和幸監督に師事。学生の頃に井筒和幸監督作品『パッチギ!』に演出部ボランティアスタッフとして参加。
上京し、堤幸彦監督作品や木村ひさし監督作品、中島哲也監督作品に演出部助監督として参加。
2015年に『エターナル・マリア』で劇場映画監督デビュー。
2023年『レンタル×ファミリー』が公開された。

## 作品

### 映画
- Shuku-sai（2015年）監督[5]
- エターナル・マリア（2016年）監督/脚本/編集
- ミは未来のミ（2019年）制作[6]
- レンタル×ファミリー（2023年）監督/脚本[4]